# Symbrenthia hypatia
Symbrenthia hypatia is een vlinder uit de familie Nymphalidae. De wetenschappelijke naam van de soort is voor het eerst geldig gepubliceerd in 1869 door Alfred Russel Wallace.